# Athenokles
Athenokles (griechisch Ἀθηνοκλῆς) war ein antiker griechischer Toreut (Metallbearbeiter) unbekannter, wahrscheinlich hellenistischer Zeit.
Athenokles ist einzig von einer Erwähnung bei Athenaios bekannt. Laut Athenaios schuf er gemeinsam mit Kimon kunstfertige Trinkgefäße mit figürlichen Darstellungen, Motiven aus der Griechischen Mythologie.

## Einzelbelege
1. ↑  Deipnosophistai (Gastmahl der Gelehrten) 11,781e

| Personendaten    | Personendaten                                      |
| ---------------- | -------------------------------------------------- |
| NAME             | Athenokles                                         |
| ALTERNATIVNAMEN  | Ἀθηνοκλῆς (altgriechisch)                          |
| KURZBESCHREIBUNG | antiker griechischer Toreut                        |
| GEBURTSDATUM     | zwischen 4. Jahrhundert v. Chr. und 2. Jahrhundert |
| STERBEDATUM      | zwischen 3. Jahrhundert v. Chr. und 3. Jahrhundert |